# Figuren aus Better Call Saul
Dies ist eine Liste der Figuren der Fernsehserie Better Call Saul.

## Hauptfiguren

### Jimmy McGill

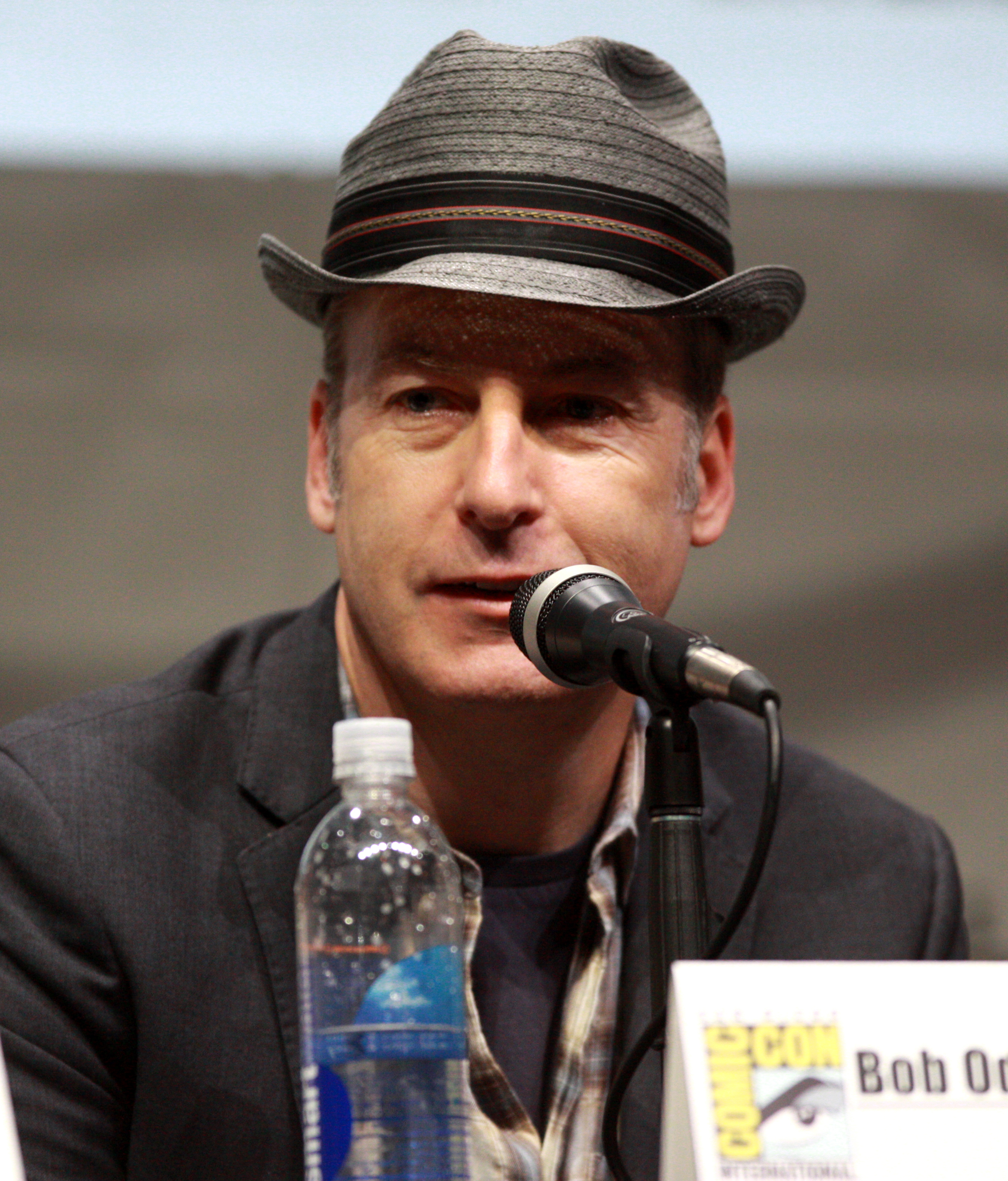
Bob Odenkirk (2013)

Jimmy McGill (* 12. November 1960) (Bob Odenkirk), der eigentlich James Morgan McGill heißt, ist ein mäßig erfolgreicher Anwalt in Albuquerque, New Mexico. Neben seinen schlecht bezahlten Jobs als Pflichtverteidiger kümmert er sich um seinen Bruder Chuck, der nach einem psychotischen Anfall mit einer selbstdiagnostizierten Elektrosensibilität zu Hause sitzt. Jimmy fährt einen völlig desolaten Kleinwagen und betreibt sein Büro in der Abstellkammer eines vietnamesischen Schönheitssalons.
Ursprünglich verdiente James McGill sein Geld in seiner Heimatstadt Cicero bei Chicago durch Trickbetrügereien. Laut eigenen Angaben wurde er dabei Slippin' Jimmy genannt. Nachdem sein Bruder Chuck ihn aus dem Gefängnis holen musste, arbeitete Jimmy in der Poststelle von dessen Anwaltskanzlei Hamlin, Hamlin & McGill. Nebenbei absolvierte er ein Jura-Fernstudium an der Universität von Amerikanisch-Samoa, da er aufgrund seiner Vorstrafe sonst nirgendwo zum Jurastudium zugelassen wurde, und erhielt schließlich eine Zulassung als Anwalt.
Im Verlauf der Serie verbessert der hochintelligente Jimmy trickreich seine Stellung als Anwalt. Zuerst bei der Kanzlei Davis & Main, danach als Partner seiner Freundin Kim Wexler. Gelegentlich wird er jedoch rückfällig und begeht kleinere Delikte.
Das Verhältnis zu seinem Bruder Chuck McGill ist äußerst wechselhaft. Zwar halten beide im Fall der Fälle zusammen, jedoch wird im Verlauf der Serie das angespannte Verhältnis immer deutlicher. Chuck ist seinem jüngeren Bruder gegenüber misstrauisch und hält ihm viele Verfehlungen aus der Vergangenheit vor (insbesondere gibt er Jimmy die Schuld am Tod des Vaters). Jimmy sehnt sich anfangs nach der Anerkennung seines Bruders. Dies ändert sich jedoch, als er erfährt, dass Chuck heimlich die ersehnte Anstellung als Anwalt bei Hamlin, Hamlin & McGill verhindert hat.
Da er bei Geschäften mit zwielichtigen Personen gerne das Pseudonym „Saul Goodman“ („[it']s all good, man“) verwendet hat, lässt er später seinen Namen ändern, damit er seine ehemaligen Geschäftspartner als Klienten anwerben kann.
Nach dem Tod von Walter White und seinem Untertauchen nimmt Saul den Namen Gene Takavic an und leitet unauffällig eine Cinnabon-Filiale in Omaha. Dort fällt er später wieder in alte Verhaltensmuster zurück und begeht eine Reihe von Straftaten. Er fliegt auf und wird an die Justiz in New Mexico überstellt. Zunächst kann er einen Deal machen und seine Strafe so sehr verringern. Um aber Kim Wexler vor einer Zivilklage zu schützen, gesteht er anschließend vor Gericht viele Taten freiwillig und nimmt damit eine viel höhere Haftstrafe in Kauf. Im Gefängnis genießt er wegen seiner Vergangenheit unter den Häftlingen hohe Anerkennung.

### Mike Ehrmantraut

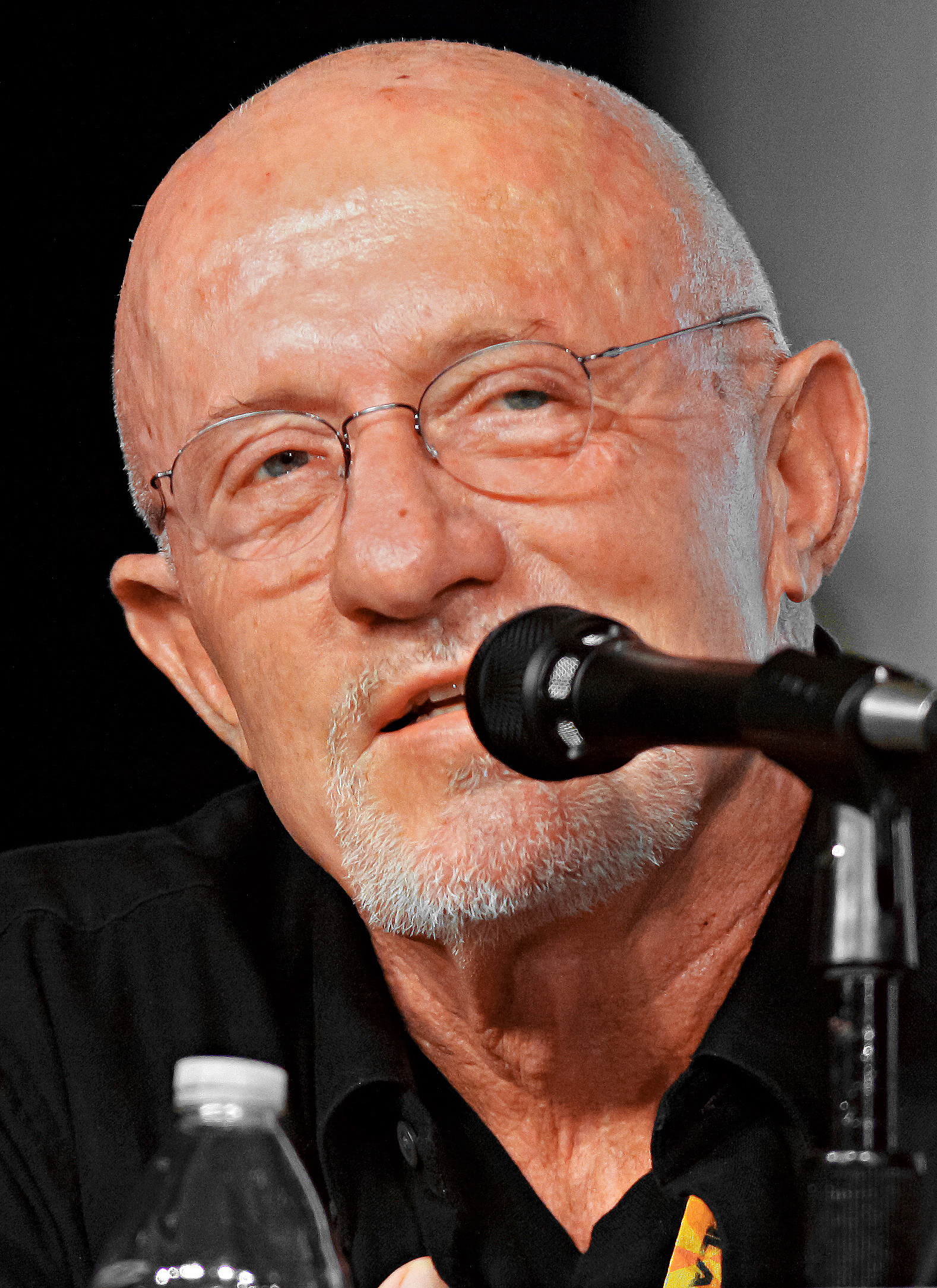
Jonathan Banks (2012)

Michael „Mike“ Ehrmantraut (Jonathan Banks) ist ein Ex-Polizist, der zu Beginn der Serie beim Gericht als Parkplatzwächter arbeitet. Er verweigert Jimmy häufig die Ausfahrt, da dieser sich nie um die benötigten Aufkleber kümmert. Als Mike Jimmy jedoch bei einem kniffligen Fall den entscheidenden Tipp gibt, bessert sich deren Verhältnis. In mehreren brenzligen Situationen helfen sich Jimmy (bzw. Saul) und Mike von nun an.
Mikes Sohn, ebenfalls Polizist, wurde während der Arbeit von korrupten Kollegen ermordet. Mike, der die Situation durchschaute, erschoss danach die Mörder seines Sohnes, quittierte seinen Dienst und zog von Philadelphia nach Albuquerque. Um seine Schwiegertochter und seine Enkelin finanziell zu unterstützen, erledigt Mike ab und zu Jobs im kriminellen Milieu. Als er für Ignacio „Nacho“ Varga dessen Chef Tuco Salamanca in Haft bringt, macht er sich jedoch ungeplant den berüchtigten Salamanca-Clan zum Feind.
Nach mehreren Aktionen gegen diesen Clan stellt der Drogenbaron Gustavo Fring ihn als angeblichen Sicherheitsberater bei der Firma Madrigal ein. Tatsächlich überprüft er von nun an den Hintergrund von Personen, die für Gus arbeiten und führt verdeckte Aktionen gegen Gus’ Konkurrenten, wie etwa die Salamancas, durch. Er ist ein kaltblütiger, stets gelassen auftretender Killer, der aber keine Freude am Töten hat.
Mike wird als ein Krimineller mit einer Art Ehrenkodex dargestellt, so versucht er, unnötige Gewalttaten, vor allem gegenüber Unbeteiligten, zu vermeiden. Durch diese Einstellung gerät er oft in Konflikt mit Gus.

### Kimberly „Kim“ Wexler

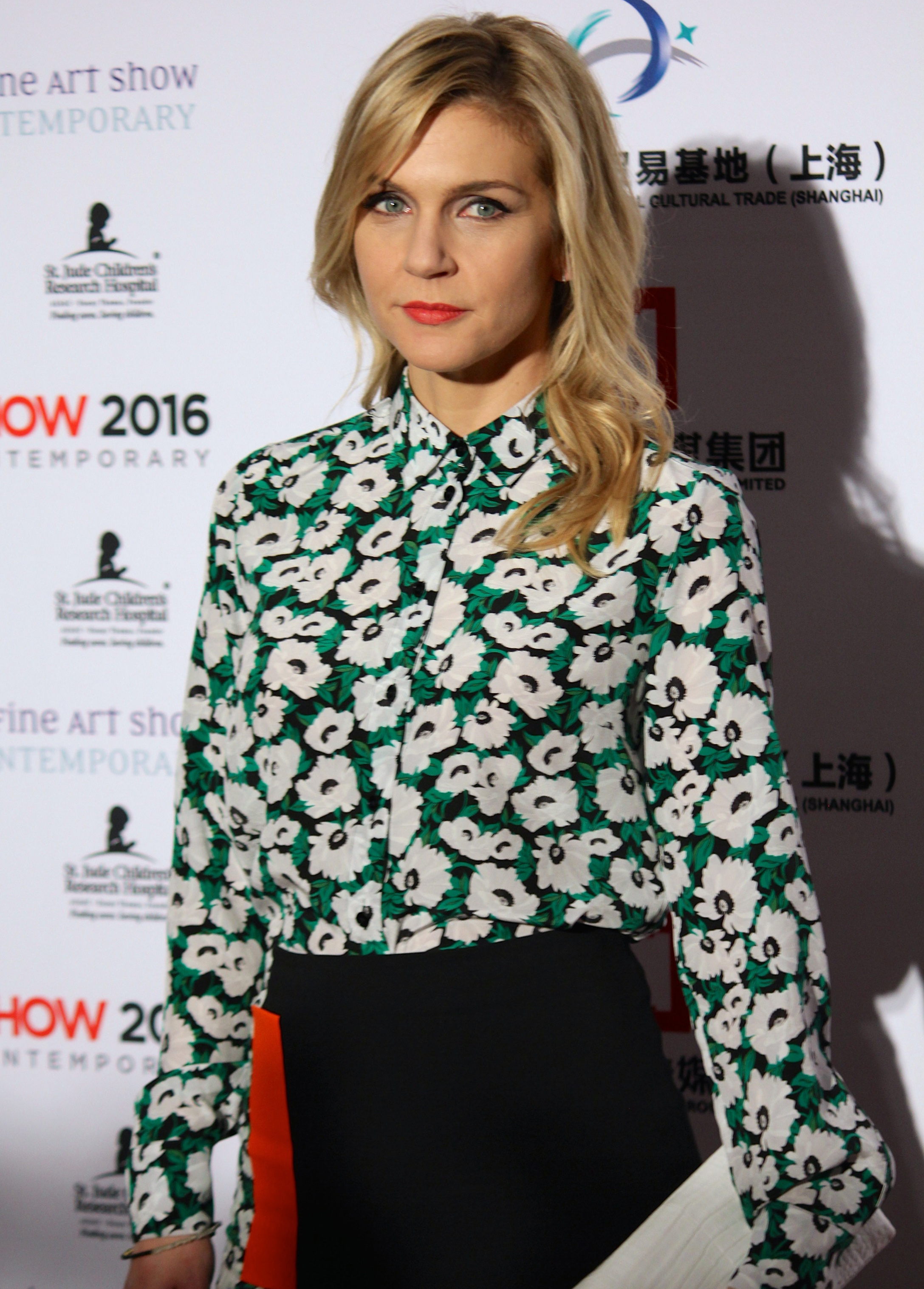
Rhea Seehorn (2016)

Kimberly Wexler (* 13. Februar 1968) (Rhea Seehorn) ist Jimmy McGills Freundin und arbeitet zu Beginn der Serie bei Hamlin, Hamlin & McGill als Anwältin. Die strebsame Anwältin aus einfachen Verhältnissen gibt sich ihrer Kanzlei gegenüber loyal, wird jedoch bei jeder Verfehlung Opfer von Howard Hamlins drakonischen Strafen. Sie hält treu zu Jimmy und warnt diesen, wenn er mal wieder die Gesetze nicht so genau nimmt. Auch lässt sich Kim von ihm zu kleinen Betrügereien hinreißen. In der Mitte der zweiten Staffel verlässt sie Hamlin, Hamlin & McGill, nachdem sie von Howard Hamlin zur Dokumentenprüfung strafversetzt worden ist, und arbeitet fortan mit Jimmy zusammen. Da Kim jedoch nicht von den Geschäftspraktiken ihres Liebhabers überzeugt ist, lehnt sie eine gemeinsame Kanzlei ab.
Konfrontiert mit Ungerechtigkeiten im amerikanischen Rechtssystem strebt sie eine Karriere als wohltätige Anwältin an und verzichtet teils auf rentable Mandanten. Sie wirft sich vor, für die Ermordung Howard Hamlins mitverantwortlich zu sein, gibt daher ihre Karriere als Anwältin auf und zieht nach Florida um, wo sie für einen Versanddienstleister arbeitet. Mehrere Jahre später engagiert sie sich wieder für eine ehrenamtliche Rechtsberatung.

### Charles Lindbergh „Chuck“ McGill Jr.

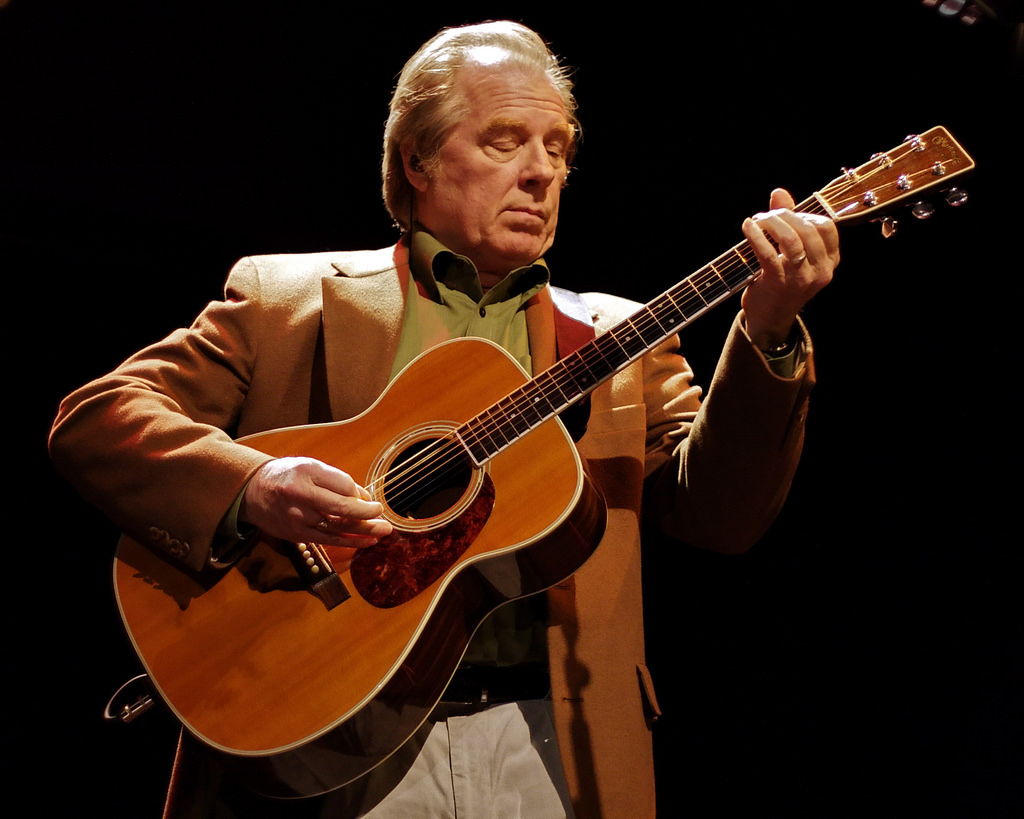
Michael McKean (2009)

Charles Lindbergh „Chuck“ McGill Jr. (Michael McKean) ist ein erfolgreicher Anwalt, der jedoch einige Monate vor dem Beginn der Story einen psychischen Anfall erlitten hat und seitdem glaubt, unter einer selbstdiagnostizierten Elektrosensibilität zu leiden. Er verlässt das Haus nur im äußersten Notfall und trägt fast immer eine Rettungsdecke als Hülle um seinen Körper. In seinem Haus sind alle elektrischen Gegenstände verboten.
Gegenüber seinem Bruder Jimmy hegt Chuck großes Misstrauen. Er ist sich als einziger Charakter Jimmys krimineller Vergangenheit bewusst und beneidet ihn gleichzeitig um seine charmante und einnehmende Persönlichkeit. Deshalb verhinderte er hinter Jimmys Rücken, dass dieser als Anwalt bei Hamlin, Hamlin & McGill arbeiten kann, obwohl Jimmy sich um Chuck kümmert. Als Jimmy dies durchschaut, kommt es zum Bruch zwischen den Brüdern.
Zu Beginn der zweiten Staffel verbessert sich Chucks Zustand zusehends. Er verlässt häufiger das Haus und arbeitet manchmal sogar wieder. Dies ändert sich jedoch abrupt, nachdem er von Jimmy betrogen wird und einen Zusammenbruch erleidet. Chuck initiiert einen Prozess gegen Jimmy, wodurch dieser zwar eine Bewährungsstrafe bekommt, jedoch leidet Chucks Ruf und er wird aus mehreren Gründen aus der HHM-Kanzlei gedrängt. 
Am Ende der dritten Staffel zerstört Chuck die Wände seines Hauses, um eine vermeintlich verborgene Stromquelle zu finden, und wirft dann aus Verzweiflung angesichts der von ihm verursachten Verwüstung absichtlich eine Gaslampe um, wodurch sein Haus abbrennt und er selbst dabei getötet wird.

## Hamlin, Hamlin & McGill

### Howard Hamlin

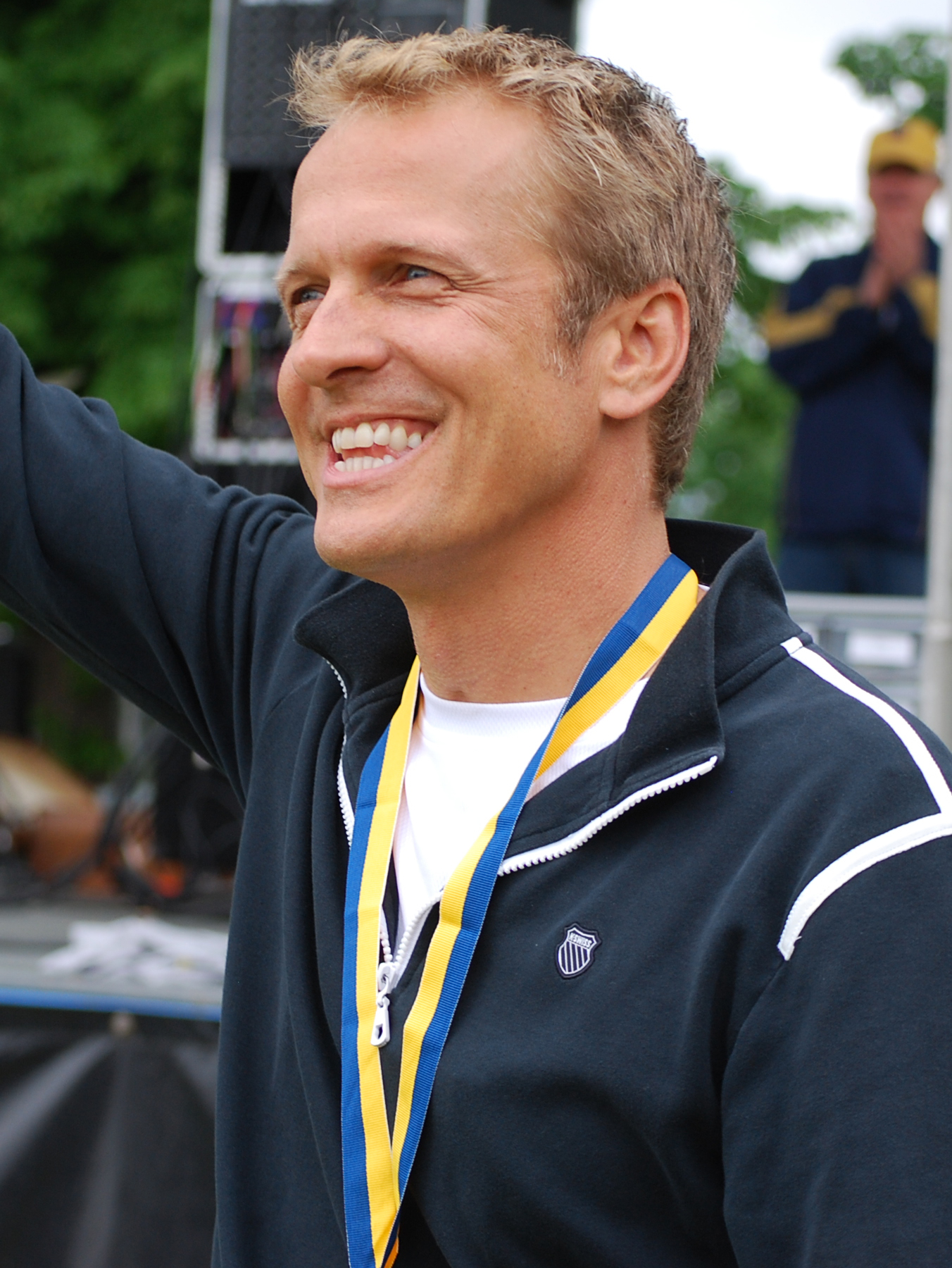
Patrick Fabian (2011)

Howard Hamlin (Patrick Fabian) ist Anwalt und ist Chuck McGills Partner bei Hamlin, Hamlin & McGill. Hamlin ist ein typischer, ehrgeiziger Anwalt, der seine Geschäfte über alles andere stellt. Er hegt großen Respekt für Chuck und führt das Geschäft in dessen Abwesenheit weiter. Er ist sich zu Beginn im Klaren, dass Chuck keine großen Sympathien für Jimmy hat, nimmt jedoch auf seine Kappe, dass Jimmy auf Chucks Wunsch nicht bei Hamlin, Hamlin & McGill als Anwalt arbeiten darf.
Im Laufe der Geschichte verschafft Howard Jimmy eine Anstellung bei Davis & Main, nachdem Kim ihn dazu überredet hatte. Als Jimmy dort in Ungnade gefallen ist, versetzt er Kim als Strafe in die Dokumentenprüfung. Diese kündigt kurz darauf bei Hamlin, Hamlin & McGill.
Als es Jimmy schließlich gelingt, Chucks psychische Probleme vor Gericht aufzudecken und diesen damit in aller Öffentlichkeit zu blamieren, wendet sich Howard von Chuck ab. Nach dessen Tod wird er mehr und mehr das Opfer von Intrigen durch Kim und Jimmy, der seinen Namen in dieser Zeit zu Saul Goodman ändert. Das falsche Spiel der beiden ist erfolgreich. Howard ist in seiner Kanzlei blamiert, und in einem wichtigen Rechtsstreit wird ein für HHM unvorteilhafter Vergleich erzwungen. Abends besucht Howard Kim und Jimmy und stellt die beiden zur Rede, weil er durchschaut hat, dass sie gegen ihn gearbeitet haben. Überraschend kommt ausgerechnet in diesem Moment Lalo Salamanca hinzu, der den störenden Howard kaltblütig und zum Entsetzen von Kim und Jimmy erschießt. Gus Frings Handlanger begraben später seine Leiche und täuschen vor, Howard habe unter Drogeneinfluss Suizid begangen und sei im Meer ertrunken.

### Ernesto
Ernesto (Brandon K. Hampton) ist Angestellter bei Hamlin, Hamlin & McGill und kennt auch Jimmy noch von dessen Zeit bei dieser Kanzlei. Nachdem der Konflikt zwischen Chuck und Jimmy beginnt, wird er von Howard Hamlin damit beauftragt, sich um Chuck zu kümmern und Jimmys Rolle zu übernehmen.
Als Chuck in einem Copy Shop zusammenbricht und Jimmy eine große Schuld daran trägt, erzählt Ernesto Chuck fälschlicherweise, er habe Jimmy an den Tatort geholt (obwohl Jimmy bereits da war). Dies deckt Jimmy zunächst bei Chuck. Als Jimmy Ernesto fragt, wieso dieser für ihn gelogen hat, antwortet Ernesto, dass ihm der Streit zwischen Chuck und Jimmy selbst aufs Gemüt schlage.
Als Ernesto zufällig eine Aufnahme hört, die Chuck heimlich von Jimmy gemacht hatte, warnt dieser Jimmy und wird dafür bei Hamlin, Hamlin & McGill gefeuert.

## Weitere Anwälte & deren Gehilfen

### Rich Schweikart
Richard „Rich“ Schweikart (Dennis Boutsikaris) ist ein angesehener Anwalt und kämpft im Sandpiper-Fall als Anwalt vom Konzern Sandpiper. Er hat großen Respekt vor Chuck McGill und schlägt sich wacker. Sein Versuch, Kim Wexler abzuwerben, bringt den Stein ins Rollen und sie verlässt Hamlin, Hamlin & McGill.

### Bill Oakley
Bill Oakley (Peter Diseth) ist ein Anwalt, der meistens als Jimmys „Gegner“ (als Staatsanwalt) arbeitet, wenn dieser Pflichtverteidiger im Gericht ist. Die beiden führen alle wichtigen Verhandlungen und Unterhaltungen auf der Toilette des Gerichtsgebäudes. So wird meistens am Urinal über Strafmaße geredet.
Nachdem bekannt wird, das Saul mit Lalo ein hochrangiges Kartellmitglied verteidigt hat, distanziert sich Oakley von Saul. In einer Szene, die in der Zeit nach Sauls Untertauchen spielt, ist zu sehen, dass er Strafverteidiger geworden ist. Nachdem Saul in Omaha verhaftet wird, wirbt dieser ihn für seinen Gerichtsprozess an, wobei er jedoch darauf besteht, dass er sich selbst vertritt und Oakley nur sein Co-Anwalt ist.

### Clifford Main

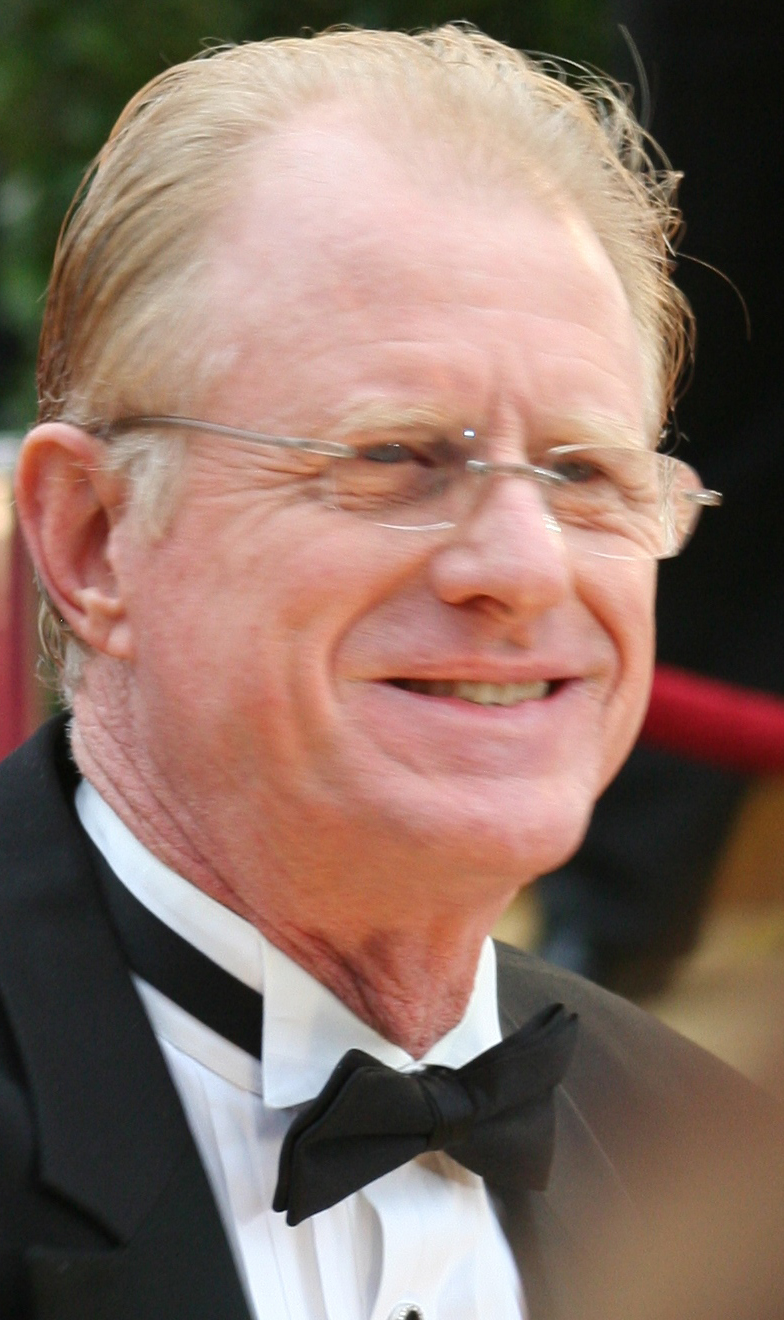
Ed Begley Junior (2009)

Clifford Main (Ed Begley Junior) ist Chef der Anwaltskanzlei Davis & Main und somit zeitweise Jimmys Boss. Main stellt Jimmy äußerst euphorisch ein, da Howard Hamlin und Kim Wexler ein gutes Wort für diesen einlegten und Jimmy gerade den Sandpiper-Fall aufgedeckt hatte. Zu Beginn scheint die Zusammenarbeit der beiden Früchte zu tragen. Es kommt zum Eklat, als Jimmy einen Werbespot ohne Mains Erlaubnis ausstrahlen lässt. Main gewährt Jimmy eine zweite Chance. Jimmy, der sich inzwischen selbstständig machen will, nutzt die Chance jedoch nicht und will kündigen. Da er in diesem Fall keinen Bonus bekommen würde, provoziert er Main auf jede erdenkliche Weise. Jimmy entfernt sich, wann er will, vom Arbeitsplatz, spült sein großes Geschäft nicht runter und trägt bunte Anzüge. Als er schließlich noch am Arbeitsplatz Dudelsack spielt, wird er von Main gefeuert. Als Jimmy zu Main sagt, dass dieser ein guter Mensch sei, entgegnet er Jimmy, dass dieser dafür ein „Arschloch“ sei.

### Omar
Omar (Omar Maskati) ist Jimmys Assistent bei Davis & Main und ist ein loyaler und kompetenter Angestellter. Er weist Jimmy bei seiner Kündigung darauf hin, dass er damit den Bonus verliert und überzeugt so unwissentlich Jimmy dazu, seine Kündigung zu provozieren.

## Das organisierte Verbrechen

### Héctor Salamanca
Héctor Salamanca (Mark Margolis) ist der Sohn von Oma („Abuelita“) Salamanca und der Onkel von Tuco, Leonel, Marco und Lalo Salamanca. Er ist zudem ein hochrangiges Mitglied des Kartells, in dem er hohes Ansehen genießt.
In den 1990er-Jahren expandiert Héctor in die USA. Er kauft in New Mexico eine Eisdiele, die er für die Durchführung seiner Drogengeschäfte, insbesondere für die Geldwäsche, nutzt. Die Eisdiele trägt den Namen „El Griego Guiñador“. Der Name ist eine Anspielung auf den Namen Don Eladios.
Er zwingt Mike nach Tucos Verhaftung, diesen zu entlasten. Nachdem sich Mike zunächst verweigert, bedroht er mithilfe seiner Neffen Leonel und Marco Mikes Familie.
Allgemein wird Héctor als ein sehr impulsiver Charakter mit fanatischen Zügen dargestellt. Als er die Werkstatt von Nachos Vater für Geldwäsche verwenden möchte, tauscht Nacho heimlich Héctors Pillen aus, um das zu verhindern. Wenig später erleidet Héctor einen schweren Schlaganfall und ist von nun an auf einen Rollstuhl angewiesen. Um sich die Sympathie des Kartells zu erkaufen, leistet Gus Héctor erste Hilfe und finanziert ihm eine rudimentäre Nachbehandlung. Wie auch in Breaking Bad dargestellt, kommuniziert er von nun an nur noch mit einer Klingel, da er sich nur eingeschränkt bewegen kann.

### Gustavo „Gus“ Fring
Wie auch in der Serie Breaking Bad betreibt Gus Fring (Giancarlo Esposito) die Fastfood-Kette Los Pollos Hermanos. Diese dient sowohl der Geldwäsche, als auch der Verschleierung von Drogentransporten. Fring arbeitet teils mit dem Kartell zusammen: So stellt er beispielsweise Transportmöglichkeiten für Drogen zur Verfügung. Im Hintergrund versucht er jedoch das Kartell zu hintergehen, indem er dessen eigene Logistik stört und versucht, im Geheimen ein eigenes, großes Drogenlabor aufzubauen. Es wird angedeutet, dass Fring nie verziehen hat, dass Héctor Salamanca seinen besten Freund ermordet hatte. Im Gegensatz zu den abschreckenden Methoden des Kartells geht Fring eher subtiler, aber nicht weniger gewaltvoll vor. So versucht er Lalo Salamanca töten zu lassen, achtet aber stets darauf, dass diese und andere Aktionen nicht als seine zu erkennen sind.

### Werner Ziegler
Werner Ziegler (Rainer Bock) ist der im Geheimen engagierte Bauleiter des unterirdischen Superlabors und ein renommierter Ingenieur aus Deutschland. Bei den Bauarbeiten sieht er sich verschiedenen Schwierigkeiten konfrontiert, die ein verdeckter Bau mitten im Stadtgebiet mit sich bringt. Da das Projekt nicht nur vor den Behörden, sondern auch vor dem Kartell geheim bleiben soll, herrschen extreme Sicherheitsmaßnahmen. So sind die Arbeiter, die Ziegler gern „meine Jungs“ nennt, während der Dauer des Projektes eingesperrt.
Auch Ziegler selbst leidet vor allem darunter, dass er seine Ehefrau nicht besuchen darf. Aus Sehnsucht bricht er aus, was die Aufmerksamkeit von Lalo Salamanca auf das Projekt lenkt. Mike findet ihn schließlich und bringt ihn auf Frings Befehl hin – wenn auch widerwillig – um. Zieglers Witwe gegenüber wird behauptet, er sei bei einem Einsturz ums Leben gekommen; sie wird für den Tod ihres Mannes von Fring entschädigt.

### Tuco Salamanca

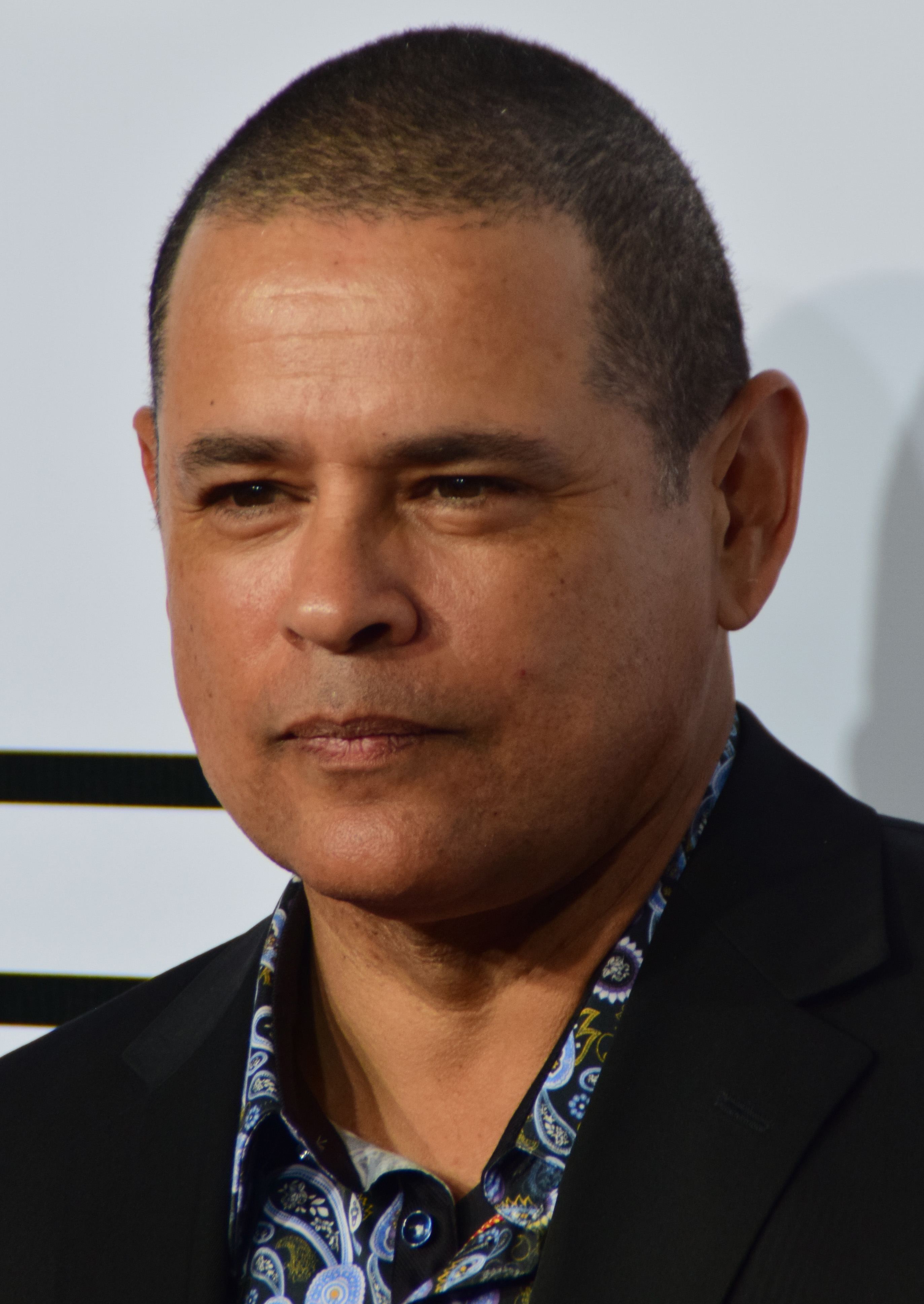
Raymond Cruz (2015)

Tuco Salamanca (Raymond Cruz) ist ein Drogenboss im Salamanca-Kartell. Jimmy wollte mit zwei Betrügern Autofahrer mit scheinbaren Unfällen erpressen, wobei zufällig Tucos Großmutter zu deren Opfer wird. Nachdem der schon damals unberechenbare Tuco Jimmy und seine Komplizen gefangen nimmt, bricht er den beiden Jungs die Beine und lässt Jimmy laufen.
Nachdem Tucos Gehilfe Nacho diesen loswerden will, provoziert Mike einen Streit mit Tuco. Mike macht sich in diesem Tucos Unbeherrschtheit zunutze und lässt sich von diesem verprügeln. Tuco wird wegen des Angriffs auf Mike, bei dem er auch eine illegale Waffe bei sich trug, verhaftet und ins Gefängnis verbracht. Die ursprünglich in Aussicht gestellte Haftstrafe von 10 Jahren wird jedoch verringert, nachdem Mike auf Drängen Hectors hin seine Aussage gegenüber der Polizei ändert und aussagt, er könne nicht mit Sicherheit sagen, dass die am Tatort gefundene Waffe Tuco gehöre.
Während seines Gefängnisaufenthaltes ersticht Tuco einen Mitgefangenen und greift einen Gefängniswärter an. Er wird daraufhin in Einzelhaft verlegt und seine Haftstrafe wieder verlängert.

### Ignacio „Nacho“ Varga

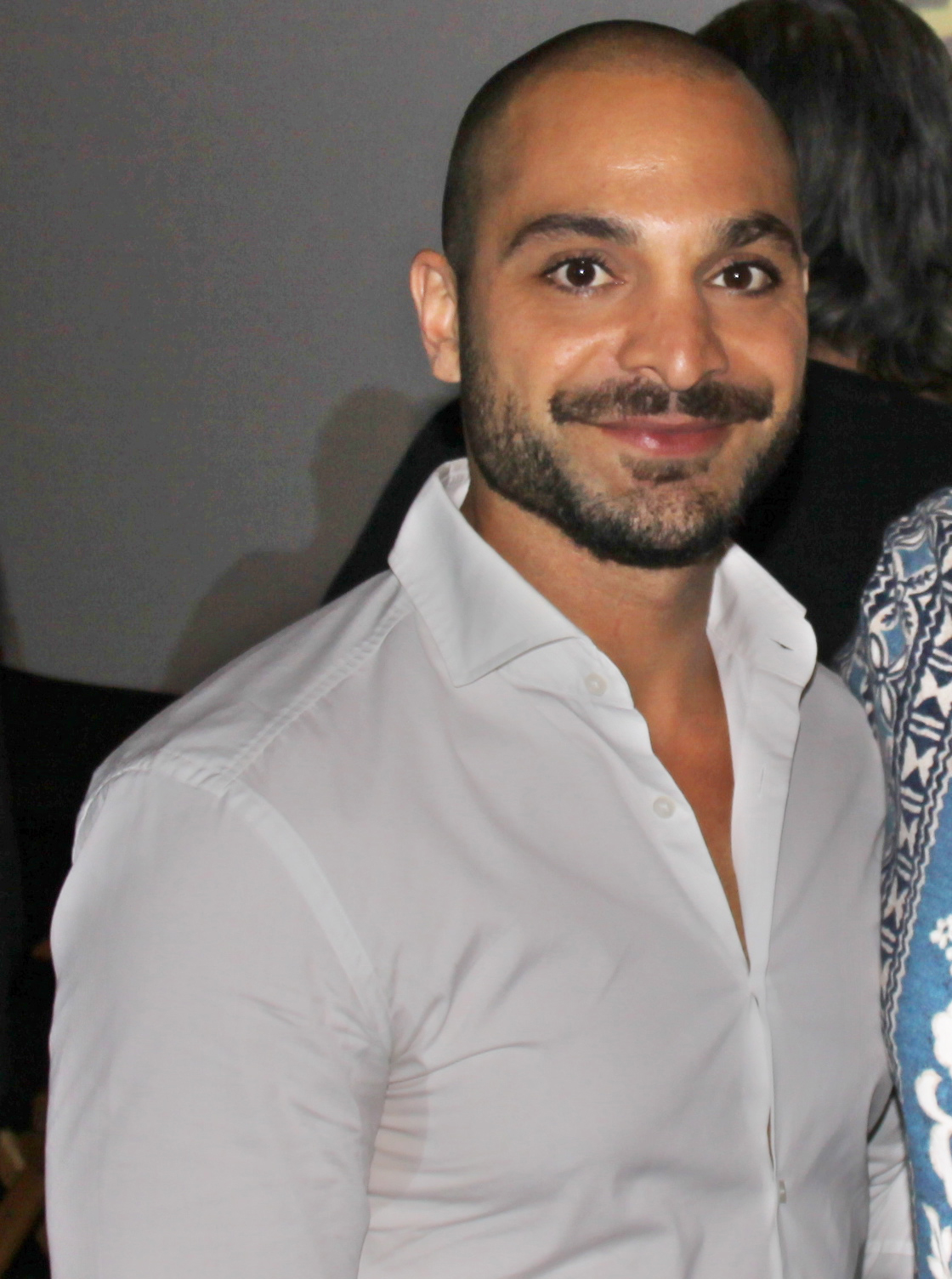
Michael Mando (2015)

Ignacio „Nacho“ Varga (Michael Mando) ist ein Handlanger von Tuco. Er ist diesem jedoch nicht besonders loyal und ist oft auf seinen eigenen Vorteil bedacht. So schützt er Jimmy McGill vor Tuco, nachdem er hörte, dass Jimmy eigentlich die wohlhabende Familie Kettleman betrügen wollte. Ohne das Mitwissen seines Chefs versucht er daraufhin, selbst die Kettlemans auszurauben, was jedoch misslingt.
Auch Mike kommt über seine geheimen Arbeiten als Leibwächter mit Nacho in Kontakt. Mike ist mehrmals Zeuge, als Nacho seinen Boss Tuco betrügt, indem er geheime Drogendeals abschließt. Als Nacho deswegen paranoid wird, beauftragt er Mike Tuco zu töten. Dieser bringt ihn jedoch von dem Plan ab und überzeugt ihn davon, dass es besser wäre Tuco ins Gefängnis zu bringen. Mike provoziert daraufhin eine Schlägerei mit Tuco, die diesen ins Gefängnis bringt und zieht den Hass des Salamanca-Clans auf sich.
Nacho versucht, seinen Vater vom Kartell fernzuhalten, da dieser sehr rechtschaffen ist. Um ihn zu schützen, tauscht er Héctors Pillen aus, wodurch dieser einen Schlaganfall erleidet.
Durch Erpressung seitens Gus Frings Organisation wird Nacho immer mehr zum Agenten innerhalb des Salamanca-Clans und ermöglicht sogar einen Anschlag gegen Lalo. Um den Verdacht von Gus abzulenken, nimmt er gegenüber dem Kartell die komplette Schuld für den Anschlag auf sich und begeht anschließend Suizid. Mike hatte ihm zuvor dafür versprochen seinen Vater zu schützen.

### Lalo Salamanca
Eduardo „Lalo“ Salamanca (Tony Dalton) ist der Neffe von Héctor Salamanca und der Cousin von Tuco, Leonel und Marco. Er vereinigt sämtliche Stärken seiner kriminellen Verwandtschaft, ohne deren Schwächen zu teilen.
Nach Héctors Schlaganfall übernimmt er dessen Position im „El Michoacáno“, um die Geschäfte weiterzuführen und Nacho bei den Treffen mit den Dealern zu unterstützen. Er will Gus’ Drogenimperium zerschlagen, um dessen Gebiet zu übernehmen. Dabei löst er einen Krieg zwischen Gus und den Salamancas bzw. dem Kartell aus.
Nach seiner Flucht nach Mexiko wird sein Haus eines Nachts angegriffen. Er kann sich gegen die Angreifer verteidigen. Dabei wird ihm jedoch bewusst, dass die Angreifer von Gus geschickt und mit Nachos Hilfe auf das Grundstück gelangt sein müssen. Anschließend macht sich Lalo auf den Weg, um sich an Gus und Nacho zu rächen. Bei dem Versuch, Gus mit vorgehaltener Waffe und laufender Videokamera zu einem Geständnis zu zwingen, das Methlabor zur Hintergehung des Kartells gebaut zu haben, trennt dieser ein Stromkabel um das Licht zu löschen und erschießt ihn in der Dunkelheit mit einem zuvor dort versteckten Revolver. Lalo wird zusammen mit Howard Hamlin im Boden des Labors begraben.

### Leonel und Marco Salamanca
Leonel und Marco Salamanca (Daniel Moncada und Luis Moncada) sind Zwillinge und die Cousins von Tuco und Eduardo Salamanca. Sie dienen Héctor Salamanca als Leibwächter und Handlanger. Als Mike Ehrmantraut sich weigert Tuco Salamanca mit Aussagen zu entlasten, deuten diese an Mikes Enkelin zu töten.

### „Abuelita“ Salamanca
Oma Salamanca (Míriam Colón) ist die Großmutter (immer nur „Abuelita“, spanisch für Großmutter, genannt) von Tuco Salamanca und somit die Mutter von Héctor Salamanca. Sie wird Opfer eines Unfalltricks, den Lars und Cal im Auftrag von Jimmy McGill eigentlich bei Mrs. Kettleman durchführen sollten. Die geistig nicht mehr sonderlich gesunde Mrs. Salamanca begeht jedoch Unfallflucht, was Jimmy, Cal und Lars direkt in die Arme von Tuco führt.
Im späteren Verlauf verstirbt sie.

### Gonzo & No-Doze
Gonzo (Jesus Payan jr.) & No-Doze (Cesar Garcia) sind Gehilfen und Leibwächter von Tuco Salamanca. Gonzo ist zudem Tucos Schwager.

### Krazy-8
Domingo „Krazy-8“ Molina (Max Arciniega) ist ein Drogendealer, der mit Tuco Salamanca Handel betreibt und deshalb verhaftet wird. Im Gefängnis wird er von Hank Schrader und Steven Gomez vernommen. Er geht, wie von Anfang von Saul und Lalo geplant, einen Deal mit der DEA ein und wird der persönliche Informant von Hank. Diese Kooperation ist jedoch abgesprochen, sodass Krazy-8 nur das berichtet, was dem Kartell nicht schadet. Seine Informationen führen zu der Verhaftung von drei von Gus’ Leuten.
Seinen Spitznamen erhält er während einer Pokerrunde mit hochrangigen Mitgliedern des Salamanca-Clans. Lalo bewegt Domingo mit einem Bluff dazu, die Runde aufzugeben. Nachdem Lalo daraufhin seine Karten aufgedeckt hat, 2 und 7 (das schlechteste Blatt beim Poker), greift er nach Domingos Karten. Dieser hatte zwei Achten auf der Hand, eine weitere Acht lag in der Mitte. Da Domingo die Runde mit dem Drilling gewonnen hätte, die Karten jedoch weggeworfen hat, gibt Lalo ihm den Spitznamen „Ocho Loco“ (spanisch für „Krazy-8“).

### Dr. Caldera
Dr. Caldera (Joe DeRosa) ist ein Tierarzt. Nachdem Mike mit einer Schusswunde in Albuquerque ankommt, bittet er einen Taxifahrer, ihn zu einem diskreten Arzt zu fahren. Dr. Caldera verbindet ihm daraufhin seine Wunde, die er sich beim Rachemord an zwei Ex-Kollegen zugezogen hat. Daraufhin vermittelt Dr. Caldera Mike mehrfach Kontakte ins kriminelle Milieu. Eine Zeit lang behandelt er auch Patienten für das Kartell.

## Andere Figuren

### Craig und Betsy Kettleman

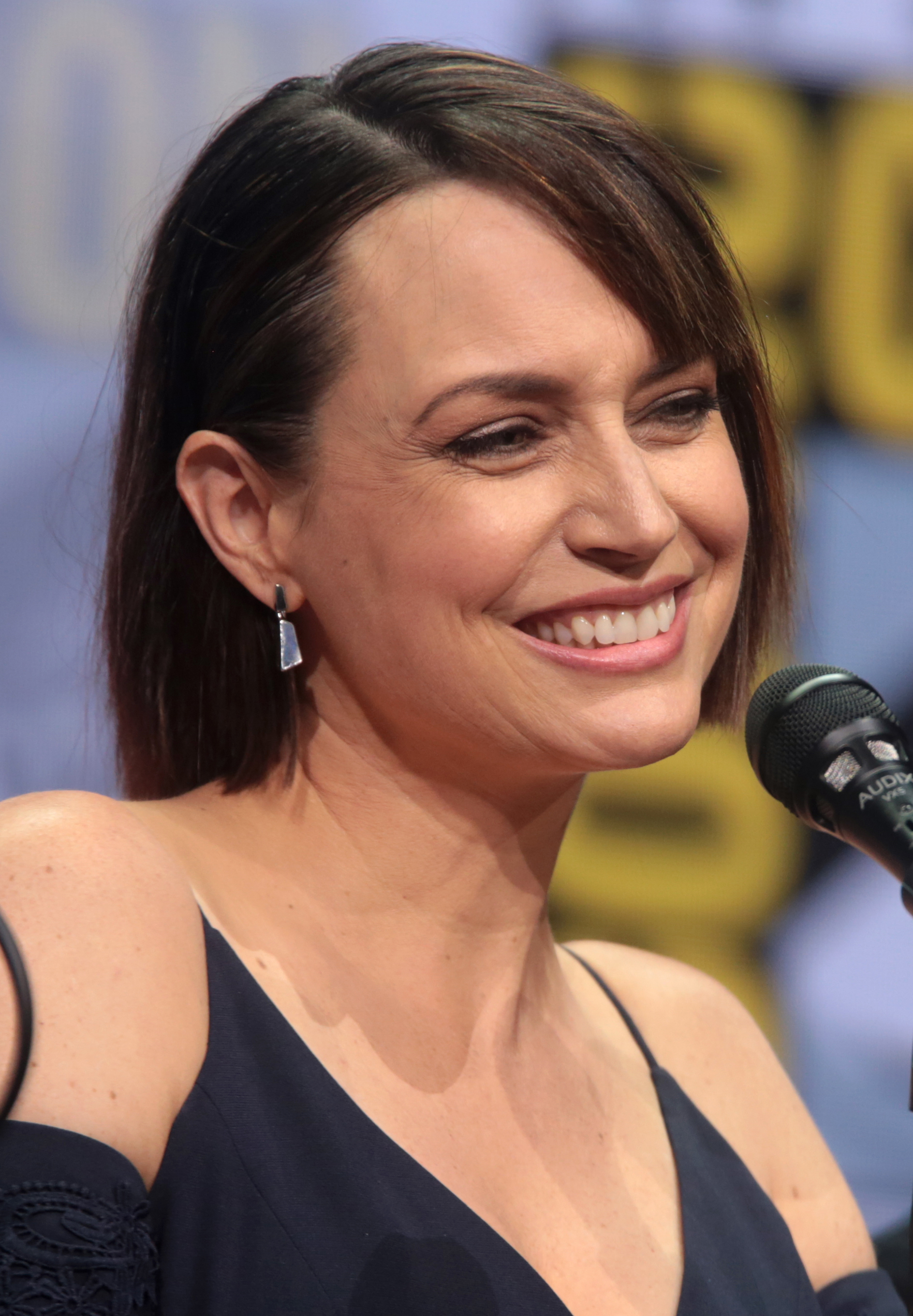
Julie Ann Emery (2017)

Craig und Betsy Kettleman (Jeremy Shamos & Julie Ann Emery) sind das lokale Kämmerer-Ehepaar in der Gemeinde, in der auch Jimmy McGill Mitglied ist. Sie stehen unter dem Verdacht 1,5 Millionen Dollar unterschlagen zu haben. Obwohl es offensichtlich ist, dass die beiden schuldig sind, sind sie sich keiner Schuld bewusst und beharren darauf unschuldig zu sein. Nachdem Jimmy um die beiden wirbt, entscheiden sie sich dennoch für Hamlin, Hamlin & McGill und Kim Wexler wird mit dem Fall beauftragt.
Als Nacho die Kettlemans aufgrund von Jimmys Schuld ausrauben will, warnt Jimmy diese anonym vor Nacho und die Kettlemans fliehen in die Wildnis hinter ihrem Haus. Als Jimmy sie später dort auffindet, findet er auch die 1,5 Millionen Dollar. Die beiden sind jedoch weiterhin der Meinung, dass ihnen das Geld zusteht und sie bestechen Jimmy.
Als Kim Wexler die beiden verteidigen soll und einen guten Deal mit der Staatsanwaltschaft herausschlägt, trennt sich das uneinsichtige Ehepaar von Hamlin, Hamlin & McGill und beauftragen Jimmy mit dem Fall. Da Kim daraufhin von ihrem Chef zwangsversetzt wird und unter dem Fall leidet, stiehlt Jimmy mit Mikes Hilfe das Geld und erpresst die Kettlemans, mit Kims Hilfe auf den Deal mit der Staatsanwaltschaft einzugehen.

### Huell Babineaux
Huell Babineaux (Lavell Crawford) ist Jimmy McGills Leibwächter.

### Lars und Cal
Lars und Cal (Steven Levine & Daniel Spenser Levine) sind zwei Kleinkriminelle, die versuchen, Jimmy durch einen Unfalltrick um Schmerzensgeld zu bringen. Jimmy verjagt diese und beauftragt sie später damit, denselben Trick bei den Kettlemans durchzuführen. Es misslingt jedoch, da Lars und Cal aus Versehen das Auto von Tuco Salamancas Großmutter erwischen.
Tuco nimmt die beiden gefangen und verprügelt sie mehrmals. Schließlich verhindert Jimmy, dass Tuco Lars und Cal tötet, indem er ihm gestattet, deren Beine zu brechen. Als Jimmy die beiden ins Krankenhaus bringt, nennt Lars ihn den „schlechtesten Anwalt aller Zeiten“.

### Mrs. Nguyen
Mrs. Nguyen (Eileen Fogarty) ist die Chefin des vietnamesischen Pedikürestudios, in dem Jimmy zu Beginn einen Nebenraum als Büro nutzt. Sie ist Jimmy gegenüber nicht besonders freundlich, was dieser jedoch mit Humor nimmt.

### Daniel „Pryce“ Wormald
Daniel „Pryce“ Wormald (Mark Proksch) ist ein einfältiger Krimineller, den Mike nach einer Vermittlung von Dr. Caldera bei Drogendeals mit Nacho als Leibwächter beschützen soll. Weil Mike Pryces extrovertierten Lebensstil für gefährlich hält, bewacht er die Drogendeals vorerst nicht mehr.
Nacho raubt Pryce schließlich aus und dieser ruft die Polizei. Ohne Pryces Wissen schöpft die Polizei Verdacht gegen ihn, da die beiden Officer ein Geheimversteck finden und Pryce einige verdächtige Aussagen macht.
Als Mike Pryce auf dem Weg zu seiner Aussage an der Pforte vorbeifahren sieht, erkennt er die Situation und stellt Pryce Jimmy als Anwalt zur Hilfe. Um Mike und Pryce zu decken, erfindet Jimmy eine obskure Geschichte und verkauft den Polizisten das Versteck als Aufbewahrungsort für Fetischpornos. Da die Polizisten weiter ermitteln wollen, muss Pryce nun diese Videos mit Hilfe von Jimmy tatsächlich drehen.

### Marco Pasternak

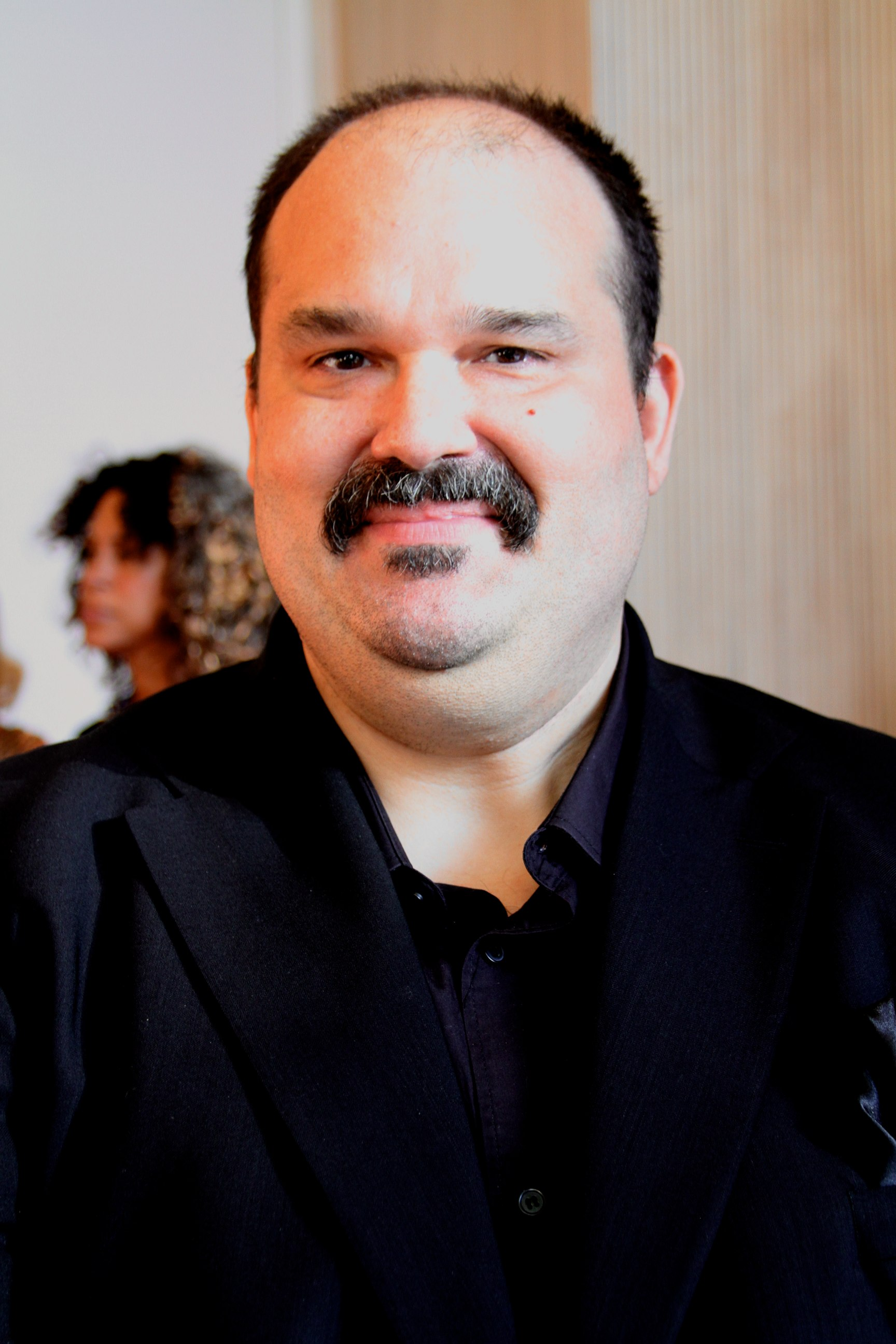
Mel Rodriguez (2014)

Marco Pasternak (Mel Rodriguez) ist Jimmys ehemaliger Komplize aus Cicero. Während Jimmy zumindest offiziell erwachsen wurde und mit Trickbetrügereien aufhörte, wurde Marco nicht erwachsen und wird von Jimmy nach Jahren wieder in seiner Stammkneipe angetroffen. Jimmy, der gerade eine Tiefphase hat, fängt an mit Marco erneut Menschen um Geld zu betrügen.
Als Jimmy wieder zurück nach Albuquerque will, überredet Marco ihn dazu noch ein letztes Mal eine Betrugsmasche durchzuführen. Dabei erleidet Marco jedoch einen Herzinfarkt und verstirbt. Als letztes sagt er zu Jimmy, dass er gerade die schönste Woche seines Lebens gehabt habe.

### Stacey Ehrmantraut
Stacey Ehrmantraut (Kerry Condon) ist die Schwiegertochter von Mike Ehrmantraut und inzwischen verwitwet. Mike versucht ihr und ihrer Tochter Kaylee durch Geld ein besseres Leben zu ermöglichen. Stacey ist dabei jedoch nie klar, wie sehr Mike sie und ihre Tochter damit in Gefahr bringt.

### Greg Sanders & Abbasi

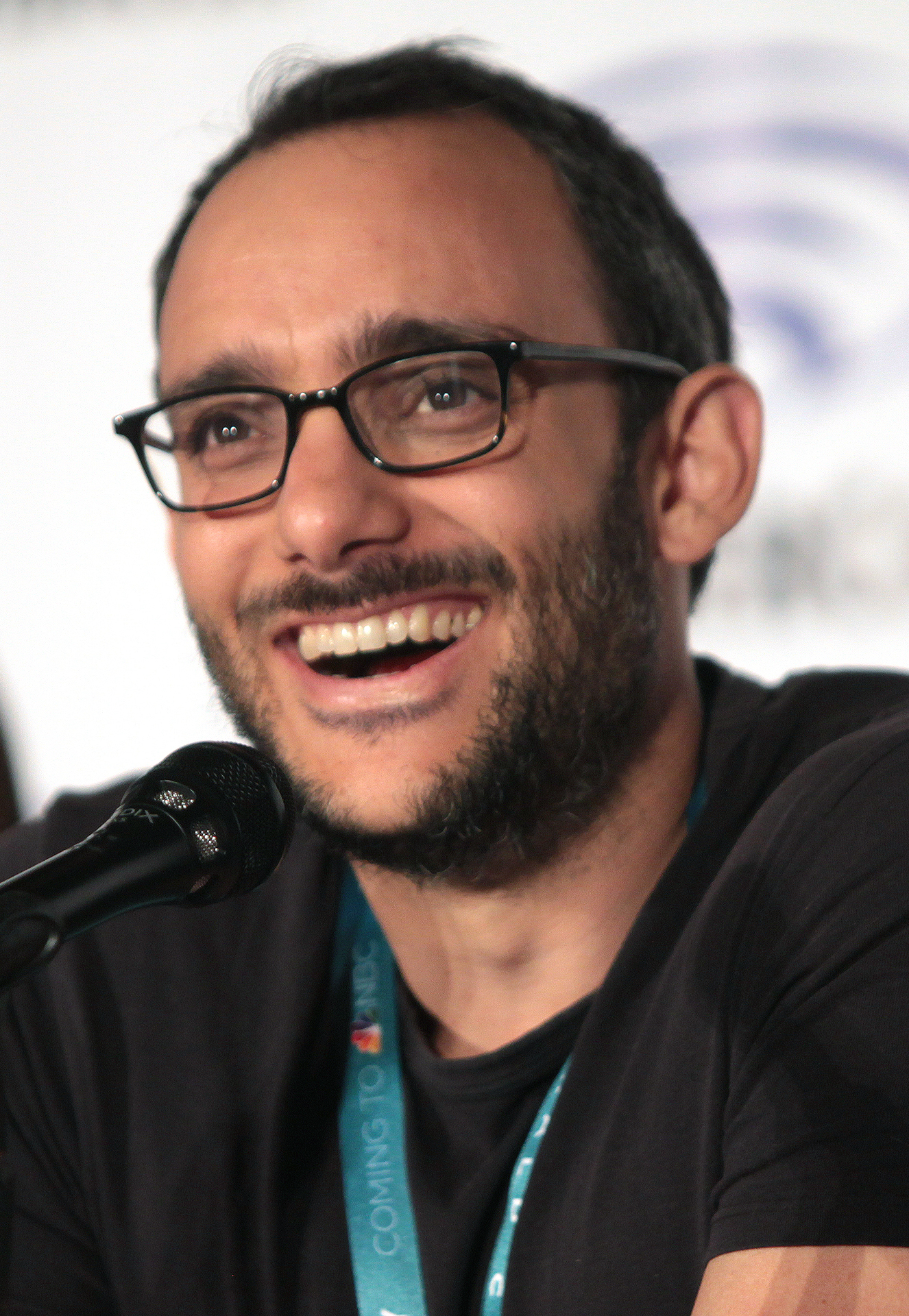
Omid Abtahi (2016)

Greg Sanders & Abbasi (Barry Shabaka Henley & Omid Abtahi) sind zwei Polizisten aus Philadelphia, die gegen Mike Ehrmantraut ermitteln. Mike hatte zwei korrupte Polizisten, die seinen Sohn erschossen hatten, ermordet und war am Tag darauf nach Albuquerque gezogen. Obwohl die Indizien klar gegen Mike sprechen, schaffen sie es dank Jimmys Hilfe nicht Mike dafür zu belangen.

### Dr. Vera Cruz
Dr. Vera Cruz (Clea DuVall) ist eine Ärztin und behandelt im Laufe der Serie mehrmals Chuck McGill. Sie versucht sowohl Chuck als auch Jimmy mit vernünftigen Gründen davon zu überzeugen, dass Chuck sich seine Elektrosensibilität nur einbildet. Obwohl Jimmy bereits davon weiß und es auch einsieht, steht er seinem Bruder bei und verhindert oftmals die notwendige medizinische Hilfe.

### Ken „Wins“
Ken (Kyle Bornheimer) ist ein Börsenmakler, der laut und aufdringlich über ein Headset mit Geschäftskunden telefoniert. Jimmy und Kim sind genervt von seiner Attitüde und betrügen ihn mit einer angeblichen Erbschaft um viel Geld.

### Francesca Liddy
Francesca Liddy (Tina Parker) ist Jimmys Anwaltsgehilfin. Sie wird von ihm Anfang der dritten Staffel eingestellt, nachdem er gemeinsam mit Kim ein Büro eröffnet hat.

## (Schwarz-Weiße) Zeitebene nach Breaking Bad in Omaha

### Jeff
Jeff (4. und 5. Staffel: Don Harvey; 6. Staffel: Pat Healy), ist ein Taxifahrer aus Omaha, der zuvor in Albuquerque lebte und trotz der Tarnidentität seines Fahrgasts Jimmy als Gene Takavic in ihm Saul Goodman von dessen extravaganter Werbung wiedererkennt. Nachdem er ihn später in Begleitung eines Freundes dazu zwingt, seinen bekannten Slogan zu sagen, sieht Jimmy seine Tarnung gefährdet und nimmt mit Jeff über dessen Mutter Marion Kontakt auf, bei der jener lebt. Jimmy hat erkannt, dass Jeff einer kriminellen Karriere zugeneigt wäre und bietet ihm an, ihn in „das Spiel“ einzuführen.
Er verhilft Jeff mit Unterstützung von dessen Freund Buddy (Max Bickelhaup) durch ein ausgefeiltes Ablenkungsmanöver in einer der Sicherheitszentralen des Einkaufszentrums, in dem er arbeitet, dazu, dass Jeff nach Ladenschluss teure Luxusgegenstände stehlen kann, eröffnet den beiden aber anschließend, dass er sie nun ebenfalls in der Hand habe und sie im Falle eines Verrats alle zusammen der Strafverfolgung ausgesetzt wären. Obwohl er seinen beiden Mittätern das Versprechen abringt, keinen weiteren Kontakt mehr zu ihm aufzunehmen, ist es letztendlich Jimmy selbst, der Jeff Buddy vorschlägt, durch ausgefeiltes Teamwork reiche alleinstehende Männer auszutricksen und mit gestohlenen Kontodaten, Passworten und Schecks ihre Bankkonten anzuzapfen.

## Quelle
- Offizielle Website